# Shorty Yuen
Shorty Yuen Luo Lan (cinese tradizionale: 元若藍; cinese semplificato: 元若蓝; pinyin: Yuán Ruò Lán; Taiwan, 28 maggio 1986) è una cantante e attrice taiwanese.
Il suo primo album risale al 2006, pubblicato con il titolo Love Times Infinity (愛X無限大). Pubblicato ad aprile 2008, il suo secondo album Fated to Love You (命中注定我愛你) è un contributo parziale alla colonna sonora della serie televisiva taiwanese Fated to Love You (命中注定我愛你), i cui attori principali sono Chen Qiao En ed Ethan Ruan.
Attualmente, Shorty Yuen sta partecipando alla serie televisiva Less Than Zero (messa in onda dal 2010), tratta da un romanzo classico di Bret Easton Ellis.

## Discografia

### Album
- 20 ottobre 2006: Love Times Infinity (愛X無限大)

1. Love Times Infinity 愛x無限大
2. American Time 美國時間
3. Green Sleeves 綠袖子
4. I'm Done 我好了
5. Summer Jobs 暑假作業
6. Fold 對摺
7. Change Heaven 換個天堂
8. I'm OK
9. Mood Reporter 心情記者
10. Love Adventure 愛冒險
11. Treasure (versione demo)
12. Green Sleeves (versione music box) 綠袖子(音樂盒版)

### Colonne sonore
- 18 aprile 2008: Fated to Love You (命中注定我愛你 OST)

1. 99 Times Loving Him 99次我愛他
2. Sticky Notes With Wishes (duetto con Quack Wu, 吳忠明) 心願便利貼
3. Half a Love Song 半情歌
4. I'm OK
5. Fold 對摺
6. Sticky Notes With Wishes (versione karaoke)
7. Half a Love Song (versione karaoke)
8. 99 Times Loving Him (versione karaoke)
9. Half a Love Song (versione acustica) 半情歌_療傷情弦 (吉他抒情版)
10. Sticky Notes With Wishes (versione romantica) 心願便利貼_浪漫溫馨 (溫馨版)
11. 99 Times Loving Him (versione music box) 99次我愛他_夢幻音樂盒 (音樂盒完整版)

L'album contiene anche canzoni di altri artisti.